# The Wörld is Yours
Pour les articles homonymes, voir The World Is Yours.
Albums de Motörhead
Motörizer
(2008) Aftershock
(2013)
The Wörld Is Yours est le vingtième album studio du groupe britannique de métal Motörhead, il est sorti le 14 décembre 2010. Le nom de cet album a été confirmé dans une interview de Mikkey Dee. Une tournée britannique est prévue pour coïncider avec la sortie de l'album annoncée en novembre 2010 mais finalement repoussée au 25 janvier 2011.

## Liste des chansons
1. Born To Lose - 4:01
2. I Know How To Die - 3:19
3. Get Back In Line - 3:35
4. Devils In My Head - 4:21
5. Rock'n'Roll Music - 4:25
6. Waiting For The Snake - 3:41
7. Brotherhood Of Man - 5:15
8. Outlaw - 3:30
9. I Know What You Need - 2:58
10. Bye Bye Bitch Bye Bye - 4:04

## Composition du groupe
- Ian "Lemmy" Kilmister – guitare basse, chant
- Phil Campbell – guitare
- Mikkey Dee – batterie